# ترمين ستيوارت
ترمين ستيوارت (بالإنجليزية: Tremaine Stewart)‏ هو لاعب كرة قدم جامايكي في مركز الهجوم، ولد في 5 يناير 1988 في كينغستون في جامايكا، وتوفي في 18 أبريل 2021 في سبانيش تاون في جامايكا. شارك مع منتخب جامايكا لكرة القدم. أما مع النوادي، فقد لعب مع نادي أوليسوند ونادي بورتمور يونايتد ونادي روفانييمن بالوسورا ونادي ووتر هاوس.

## وصلات خارجية
- ترمين ستيوارت على موقع قاعدة بيانات كرة القدم.إي يو (الإنجليزية)
- ترمين ستيوارت على موقع ناشيونال فوتبول تيمز (الإنجليزية)
- ترمين ستيوارت على موقع Soccerway.com (الإنجليزية)